# Неандерталац
Неандерталац (лат. Homo neanderthalensis, Homo neanderthalensis или Homo sapiens neanderthalensis) је назив за посебан тип праисторијског човека који је насељавао Европу и део Азије од пре око 400.000 до 40.000 година. Име је добио по долини реке Неандер, код Диселдорфа у Немачкој, где су пронађени његови фосилизовани остаци 1856. године.
Они су били снажнији од данашњих људи. Имали су већи мозак, али нису били интелигентнији. Имали су снажне вилице и зубе, оштру браду избачену напред, ниско искошено чело и избачене аркаде, здепасте удове и снажно грађено тело, прилагођено условима сурове климе Леденог доба.
Били су изузетни ловци, користили су кремено копље, кремену секиру и боле. Често су се склањали у пећине и поткапине јер су оне имале приближну температуру и лети и зими. За становање су користили само предњи део јер је унутрашњост била мрачна и влажна.
Неандерталци се датују у 120.000 до 350.00 година. Сматра се да су били виши и снажнији од сапијенса, високи од 160 до 165 cm, мождане запремине 1.200-1.600 cm³.

## Подела
Неандерталце можемо поделити у три групе:
- пренеандерталац, ова група морфолошки припада неандерталцу, али одлике нису екстремно изражене. Типични представници су нађени на локалитетима Сакопасторе (Италија) и у Крапини (Хрватска)
- пресапиенс, налаз лобање из Штајнхајма најбоље репрезентује ову групу, као и лобања из Скул V из Израела. Ова група је базична форма за даљи развој ка човеку (ка сапиенс типу)
- класични неандерталац — класична група са израженим одликама. Ова врста је изумрла пре 30.000 година, а недавно је у пећини Пештурина у Јелашничкој клисури код Ниша (Србија) пронађен зуб (горњи кутњак) тог изумрлог неандерталца,[11] док је у Црној Гори (Црвена Стијена, Никшић) пронађен зуб неандерталца и жрвањ (млински камен).[12]

## Одлике неандерталаца
- старост — 100.000-40/35.000 година
- висина тела — 160—165
- мождана запремина — 1.200-1.600
- одлике лобање: раван кров лобање, затиљак мање или више повијен, надочни лукови присутни целом ширином чела, чело релативно мало повијено, посторбитално стегнута слепоочна кост
- одлике лица:лат. Fossa canina недостаје, вилице врло масивне, велики угао зуба (зубни низ) повучен обрадак (супротно од форме савременог човека)
- посткранијални скелет: карактеристике хоминида
- култура: култура језгра и одбитка, окресивање алатки, употреба ватре, сахрањивање покојника

## Живот неандерталаца
Судећи према сачуваним лобањама, имали су снажне вилице и зубе, оштру браду избачену напред, ниско искошено чело и избачене аркаде. Били су изузетни ловци, користили су кремено копље, кремену секиру и боле (камење привезано за кожне каишеве које се вртећи у круг баца далеко и обмотава око животињских ногу). Често су се склањали у пећине јер су оне имале приближну температуру и лети и зими, користили су само предњи део.
Неандерталци су први сахрањивали мртве уз одређене церемоније и обредне ритуале. У гробове су стављали храну, цвеће и оружје, као и разне орнаменте за самоукрашавање што указује на то да су веровали у загробни живот. С пажњом су сахрањивали и оне који нису били способни за рад.
Неандерталци су такође први праисторијски људи за које се зна да су живели у оквиру породице. Живот у пару и везаност за заједничко потомство представљају велики напредак у развоју људског друштва.